# Poa marshallii
Poa marshallii är en gräsart som beskrevs av Oscar Tovar. Poa marshallii ingår i släktet gröen, och familjen gräs. Inga underarter finns listade i Catalogue of Life.